# Mantes-la-Ville
Mantes-la-Ville és un municipi francès, situat al departament d'Yvelines i a la regió de Illa de França. L'any 2007 tenia 18.739 habitants.
Forma part del cantó de Mantes-la-Jolie, del districte de Rambouillet i de la Comunitat urbana Grand Paris Seine et Oise.

## Demografia

### Població
El 2007 la població de fet de Mantes-la-Ville era de 18.739 persones. Hi havia 7.025 famílies, de les quals 2.076 eren unipersonals (930 homes vivint sols i 1.146 dones vivint soles), 1.655 parelles sense fills, 2.499 parelles amb fills i 795 famílies monoparentals amb fills.
La població ha evolucionat segons el següent gràfic:
Habitants censats

### Habitatges
El 2007 hi havia 7.635 habitatges, 7.194 eren l'habitatge principal de la família, 43 eren segones residències i 397 estaven desocupats. 3.789 eren cases i 3.822 eren apartaments. Dels 7.194 habitatges principals, 3.649 estaven ocupats pels seus propietaris, 3.450 estaven llogats i ocupats pels llogaters i 95 estaven cedits a títol gratuït; 349 tenien una cambra, 745 en tenien dues, 1.515 en tenien tres, 2.157 en tenien quatre i 2.428 en tenien cinc o més. 4.719 habitatges disposaven pel capbaix d'una plaça de pàrquing. A 3.847 habitatges hi havia un automòbil i a 2.135 n'hi havia dos o més.

### Piràmide de població
La piràmide de població per edats i sexe el 2009 era:
| Homes | Edats   | Dones |
| ----- | ------- | ----- |
| 4     | 95 o +  | 12    |
| 8     | 90 a 94 | 48    |
| 44    | 85 a 89 | 112   |
| 88    | 80 a 84 | 128   |
| 188   | 75 a 79 | 268   |
| 316   | 70 a 74 | 344   |
| 288   | 65 a 69 | 412   |
| 364   | 60 a 64 | 416   |
| 488   | 55 a 59 | 476   |
| 584   | 50 a 54 | 636   |
| 640   | 45 a 49 | 696   |
| 568   | 40 a 44 | 564   |
| 800   | 35 a 39 | 824   |
| 732   | 30 a 34 | 768   |
| 789   | 25 a 29 | 729   |
| 564   | 20 a 24 | 704   |
| 792   | 15 a 19 | 628   |
| 760   | 10 a 14 | 732   |
| 840   | 5 a 9   | 708   |
| 552   | 0 a 4   | 600   |

## Economia
El 2007 la població en edat de treballar era de 12.179 persones, 8.905 eren actives i 3.274 eren inactives. De les 8.905 persones actives 7.632 estaven ocupades (4.098 homes i 3.534 dones) i 1.273 estaven aturades (620 homes i 653 dones). De les 3.274 persones inactives 850 estaven jubilades, 1.292 estaven estudiant i 1.132 estaven classificades com a «altres inactius».

### Ingressos
El 2009 a Mantes-la-Ville hi havia 7.235 unitats fiscals que integraven 19.213,5 persones, la mediana anual d'ingressos fiscals per persona era de 17.464 €.

### Activitats econòmiques
Dels 670 establiments que hi havia el 2007, 2 eren d'empreses extractives, 12 d'empreses alimentàries, 8 d'empreses de fabricació de material elèctric, 35 d'empreses de fabricació d'altres productes industrials, 109 d'empreses de construcció, 152 d'empreses de comerç i reparació d'automòbils, 41 d'empreses de transport, 48 d'empreses d'hostatgeria i restauració, 23 d'empreses d'informació i comunicació, 22 d'empreses financeres, 25 d'empreses immobiliàries, 94 d'empreses de serveis, 53 d'entitats de l'administració pública i 46 d'empreses classificades com a «altres activitats de serveis».
Dels 178 establiments de servei als particulars que hi havia el 2009, 1 era una oficina d'administració d'Hisenda pública, 1 oficina del servei públic d'ocupació, 2 oficines de correu, 5 oficines bancàries, 2 funeràries, 9 tallers de reparació d'automòbils i de material agrícola, 1 establiment de lloguer de cotxes, 2 autoescoles, 20 paletes, 12 guixaires pintors, 15 fusteries, 13 lampisteries, 13 electricistes, 17 empreses de construcció, 15 perruqueries, 2 veterinaris, 32 restaurants, 9 agències immobiliàries, 1 tintoreria i 6 salons de bellesa.
Dels 43 establiments comercials que hi havia el 2009, 2 eren supermercats, 1 una gran superfície de material de bricolatge, 6 botiges de menys de 120 m², 15 fleques, 5 carnisseries, 1 una carnisseria, 4 llibreries, 1 una llibreria, 1 una sabateria, 3 botigues de mobles, 1 una botiga de material de revestiment de parets i terra i 3 floristeries.

## Equipaments sanitaris i escolars
El 2009 hi havia 7 farmàcies i 1 ambulància.
El 2009 hi havia 8 escoles maternals i 7 escoles elementals. A Mantes-la-Ville hi havia 2 col·legis d'educació secundària i 1 liceu d'ensenyament general. Als col·legis d'educació secundària hi havia 1.285 alumnes i als liceus d'ensenyament general 914.
```
Disposava d'un centre d'ensenyament general superior privat.
```

## Poblacions més properes
El següent diagrama mostra les poblacions més properes.